# Setagaya (Tokio)
Setagaya (世田谷区 Setagaya-ku?) es un barrio especial de la Metrópolis de Tokio, en Japón. Setagaya es también el nombre de uno de los distritos del barrio especial. Frecuentemente y en otros idiomas, Setagaya se autodenomina como Comuna de Setagaya. En 2023, la población estimada era de 943.664 habitantes, con una densidad de 16.247 personas por km², en un área de 58,08 km², el segundo mayor barrio especial entre todas los barrios especiales. Fue creada el 15 de marzo de 1947.
Setagaya se encuentra en la esquina sudoccidental de los otros barrios especiales. La mayoría de su territorio se encuentra sobre la planicie Musashino.
El río Tama（玉川）pasa por Setagaya.
Durante el período Edo, el área estaba ocupada por 42 aldeas. A partir de 1871, las partes central y oriental pasaron a formar parte de la prefectura de Tokio, mientras que el norte y occidente quedaron en la prefectura de Kanagawa. En 1893, algunas áreas de Kanagawa fueron pasadas a la prefectura de Tokio. Setagaya obtuvo sus límites actuales con la formación de Setagaya en 1932 en la antigua ciudad de Tokio, y la posterior consolidación en 1936.
En el año 1967 y parte de 1968 el Dorama Señorita Cometa fue grabado en las calles de Setagaya.
Hideo Kojima nació aquí.
Akira Kurosawa murió aquí.-